# Massimo Troisi
Massimo Troisi (San Giorgio a Cremano, 19 de fevereiro de 1953 — Óstia, 4 de junho de 1994) foi um ator de teatro, cinema e televisão; diretor e poeta italiano, que soube reinterpretar e inovar a tradição e os costumes de Nápoles. Troisi faleceu precocemente em decorrência de um problema cardíaco.

## Biografia
Troisi nasceu em San Giorgio a Cremano, pequena cidade a 4 quilômetros de Nápoles, e era filho de Alfredo Troisi e Elena Andinolfi. Criado em uma numerosa família, durante anos viveu em uma casa com 16 pessoas, onde morava com: o pai, a mãe, cinco irmãos, um tio, uma tia, cinco primos, o avô e a avó. Tímido, católico e muito ligado a Nápoles, Troisi, se orgulhava da tradição e dos costumes dos napolitanos, e registrou isso em quase toda sua obra. Massimo Troisi é considerado um dos maiores humoristas da Itália e é tido como um dos grandes símbolos de Nápoles, por ser defensor da cultura e do dialeto do seu povo, que historicamente é discriminado por parte dos italianos de outras regiões (principalmente da Região Norte da Itália).

## Carreira
Troisi começou sua carreira de ator, em 1969, no teatro Paroquial da Igreja di Sant'Anna junto a alguns amigos de infância (entre eles Lello Arena, Nico Mucci e Valeria Pezza).
Em 1977, Troisi, Lello Arena e Enzo Decaro formaram o trio cômico chamado "La Smorfia" (tirado o nome do "livro dos números" tradicionalmente utilizado em Nápoles para jogar na Loto ou bingo). Algum tempo depois o trio trabalhou também na televisão e tornou-se famoso em toda Itália.
Troisi se tornou conhecido internacionalmente devido ao sucesso de seu filme O carteiro e o poeta (título original: Il postino), pelo qual recebeu indicações de: Melhor Ator, Melhor Filme e Melhor Roteiro Adaptado, na premiação do Oscar de 1996. Troisi trabalhou em outros premiados filmes, como Ricomincio da tre (o qual foi exibido ininterruptamente nos cinemas italianos por mais de dois anos), Scusate il ritardo, Le vie del signore sono finite, ou No grazie, il caffè mi rende nervoso. E trabalhou com grandes figuras do Cinema italiano como: Anna Pavignano, Marco Messeri,  Lello Arena, Pino Daniele, Roberto Benigni, Ettore Scola e Marcello Mastroianni.
Seus personagens (em maioria) fazem referência ao cotidiano dos italianos, dos napolitanos e as diferenças e peculiaridades entre o norte da Itália e a Itália meridional, fazendo referências mais especificas a Nápoles e aos costumes napolitanos.
Troisi e Roberto Benigni trabalharam juntos nos filmes: Non ci resta che piangere, "FF.SS." - Cioè: "...che mi hai portato a fare sopra a Posillipo se non mi vuoi più bene?" e Morto Troisi, viva Troisi!.

## Doença e Morte
Em 1972, foi-lhe diagnosticada uma anomalia cardíaca, que em 1976 o obrigou a ir para os Estados Unidos para fazer uma operação. A operação foi feita em Houston e, inicialmente, foi um sucesso. Troisi pôde retomar a sua carreira teatral e cinematográfica pouco tempo depois. Troisi quase não falava sobre a sua doença, apenas os seus familiares e amigos íntimos sabiam sobre o seu problema de saúde.
Troisi voltou aos Estados Unidos e passaria por outra cirurgia, mas não a fez porque não queria adiar as filmagens do seu novo filme: Il postino. No dia 4 de junho de 1994, Massimo Troisi faleceu na casa da sua irmã Annamaria, em companhia do seu grande amigo de infância Alfredo Cozzolino, em Óstia. O ataque cardíaco aconteceu 12 horas após o término das filmagens de Il postino. A notícia sobre a sua morte foi de grande tristeza e surpresa para os italianos. Il postino foi um dos filmes de maior glória e sucesso do ator e diretor.
Eduardo De Filippo, ator e escritor napolitano, declarou: "Troisi era um comediante do futuro, porém - felizmente - com suas raízes no passado."  Troisi e os seus filmes foram indicados e já venceram o Prêmio David di Donatello (Principal prêmio cinematográfico da Itália).

## Homenagens
Muitos atores e diretores homenagearam Massimo Troisi ao longo dos anos, além dos eventos e premiações cinematográficos e televisivos da Itália. Entre os amigos e companheiros que o homenagearam estão: Roberto Benigni, Pino Daniele, Enzo Decaro, entre outros. Em 1996, (dois anos após a sua morte) em San Giorgio a Cremano (sua cidade natal) foi criado um prêmio em sua homenagem: o Prêmio Massimo Troisi.
Em 2003, um museu foi criado em sua homenagem na mesma cidade. E com a morte repentina do companheiro e amigo Troisi, o humorista Roberto Benigni fez um poema em sua homenagem batizado de "Poema a Massimo Troisi". Em 2011, a Pixar Animation Studios se inspirou em Troisi para criar o personagem do curta-metragem La Luna, dirigido e roteirizado por Enrico Casarosa com música de Michael Giacchino.

## Filmografia

Massimo Troisi

### Ator
- Ricomincio da tre (1981)
- Morto Troisi, viva Troisi! (1982) - filme para TV
- No grazie, il caffè mi rende nervoso (1982)
- Scusate il ritardo (1983)
- "FF.SS." - Cioè: "...che mi hai portato a fare sopra a Posillipo se non mi vuoi più bene?" (1983)
- Non ci resta che piangere (1984), co-dirigido com Roberto Benigni
- Hotel Colonial (1987)
- Le vie del Signore sono finite (1987)
- Splendor (1989)
- Che ora è? (1989)
- Il viaggio di Capitan Fracassa (1990)
- Pensavo fosse amore... invece era un calesse (1991)
- Il postino (1994)

### Diretor
- Ricomincio da tre (1981)
- Morto Troisi, viva Troisi! (1982) - filme para TV
- Scusate il ritardo (1983)
- Non ci resta che piangere (1984), co-direção de Roberto Benigni
- Le vie del Signore sono finite (1987)
- Pensavo fosse amore... invece era un calesse (1991)

### Roterista
- Ricomincio da tre (1981)
- Morto Troisi, viva Troisi! (1982) - filme para TV
- No grazie, il caffè mi rende nervoso (1982)
- Scusate il ritardo (1983)
- Non ci resta che piangere (1984)
- Le vie del Signore sono finite (1987)
- Pensavo fosse amore... invece era un calesse (1991)
- Il postino (1994)